# Triphleba rufithorax
Triphleba rufithorax är en tvåvingeart som beskrevs av Schmitz 1939. Triphleba rufithorax ingår i släktet Triphleba och familjen puckelflugor. Inga underarter finns listade i Catalogue of Life.